# Château du Plessis (Blanzy)
Le château du Plessis est situé sur la commune de Blanzy en Saône-et-Loire, sur un rebord de terrasse qui surplombe l'étang du Plessis.
Ce château est habité et ne se visite pas.
Il fait l'objet d'une inscription au titre des  monuments historiques depuis juin 1993.

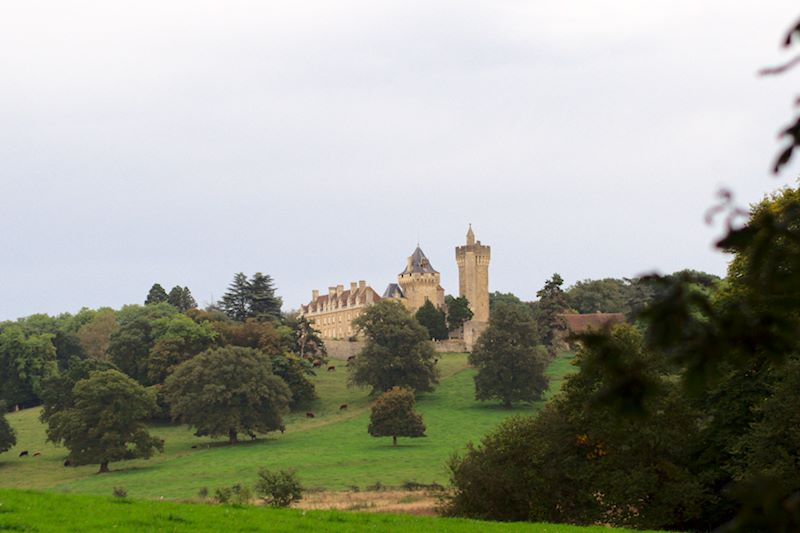
Château du Plessis.

## Description
Le château a été vraisemblablement construit au XIIIe siècle et comportait à l'origine une enceinte fortifiée accessible par un pont-levis 
et une tour-porche. Il a été restauré au XVIIIe siècle puis reconstruit à partir du XIXe siècle.
Le château du Plessis est un ensemble (47 m sur 43 m) de plusieurs bâtiments autour d'une cour rectangulaire. La tour la plus ancienne est la tour carrée de la Madeleine qui date du XIVe siècle et à laquelle fut ajoutée au XIXe siècle une tourelle octogonale. Le corps de logis et les trois terrasses datent de l'époque des travaux de Blaise Quarré vers 1750. Celui-ci fit aussi combler les fossés et transféra l'entrée du sud-ouest au nord-est. Le château a été profondément modifié à la fin du XIXe siècle  et au début du XXe siècle dans un style néo-gothique inspiré par Viollet-le-Duc.

## Historique
Il est fait mention du château pour la première fois en 1279 dans l'acte de partage de la succession du duc Hugues IV de Bourgogne. En 1348 Barthelemy de Champrond le vend à Girard Damas. En 1433 il est récupéré par le duc de Bourgogne qui le donne à Nicolas Rolin (chancelier de Bourgogne), puis il revient en 1479 à Jean 1er de Levis. La famille de Levis le conserve jusqu'en 1738 (les armes des Levis sont visibles sur une porte). À cette date il devient propriété de la famille Quarré. En 1744 Blaise Quarré entreprend des travaux de restauration qui le ruinent et en 1770 il vend le château à Jean-Pierre 1er Delglas, marquis de la Tour du Bost, conseiller du roi et trésorier de France à Lyon. En 1815 Catherine Delglas épouse le marquis de Beauregard de Barbentane et le château n'est pas sorti de la famille des marquis de Barbentane depuis cette date.

## Anecdotes
- Le comte de Barbentane a cédé une soixantaine d'hectares pour la constitution de la commune de Montceau-les-Mines en 1856
- C'est lorsque ses parents ont été employés au château du Plessis que Lucie Aubrac est venue à Blanzy où elle a fait ses études primaires. Elle utilisera le pseudonyme de Guillaine de Barbentane pour tromper Klaus Barbie et réussir à faire évader son mari Raymond Aubrac à Lyon en 1943[3].
- Après l'arrestation de trois enfants juifs et du directeur (le Père Jacques) qui a provoqué la fermeture du Petit-Collège d'Avon en 1944, le château du Plessis a accueilli une quinzaine de pensionnaires et leurs professeurs jusqu'à la Libération. Parmi ces pensionnaires se trouvait Louis Malle qui s'inspira plus tard de ses souvenirs pour réaliser son film Au revoir les enfants.